# Collegio elettorale di Torino (Regno d'Italia)
Il collegio elettorale di Torino è stato un collegio elettorale uninominale e di lista del Regno d'Italia per l'elezione della Camera dei deputati.

## Storia
Il collegio uninominale venne istituito, come collegio di Torino I, insieme ad altri 442, tramite regio decreto 17 dicembre 1860, n. 4513.
Successivamente divenne collegio plurinominale tramite regio decreto 24 settembre 1882, n. 999, in seguito alla riforma che stabilì complessivamente 135 collegi elettorali.
Tornò poi ad essere un collegio uninominale tramite regio decreto 14 giugno 1891, n. 280, in seguito alla riforma che stabilì complessivamente 508 collegi elettorali.
In seguito divenne un collegio con scrutinio di lista con sistema proporzionale tramite regio decreto 10 settembre 1919, n. 1576, in seguito alla riforma che definì 54 collegi elettorali.
Il numero di collegi fu ridotto tramite regio decreto 2 aprile 1921, n. 320, in seguito alla riforma che definì 40 collegi elettorali.
Fu soppresso definitivamente con l'istituzione del collegio unico nazionale tramite regio decreto del 13 dicembre 1923, n. 2694.
| Legislature           | VIII | IX   | X    | XI   | XII  | XIII | XIV  | XV   | XVI  | XVII | XVIII | XIX  | XX   | XXI  | XXII | XXIII | XXIV | XXV  | XXVI | XXVII | XXVIII | XXIX | XXX  |
| --------------------- | ---- | ---- | ---- | ---- | ---- | ---- | ---- | ---- | ---- | ---- | ----- | ---- | ---- | ---- | ---- | ----- | ---- | ---- | ---- | ----- | ------ | ---- | ---- |
| Elezioni              | 1861 | 1865 | 1867 | 1870 | 1874 | 1876 | 1880 | 1882 | 1886 | 1890 | 1892  | 1895 | 1897 | 1900 | 1904 | 1909  | 1913 | 1919 | 1921 | 1924  | 1929   | 1934 | 1939 |
| Deputati nel collegio | 1    | 1    | 1    | 1    | 1    | 1    | 1    | 5    | 5    | 5    | 1     | 1    | 1    | 1    | 1    | 1     | 1    | 19   | 19   |       |        |      |      |
|                       |      |      |      |      |      |      |      |      |      |      |       |      |      |      |      |       |      |      |      |       |        |      |      |
| Totale eletti         | 443  | 493  | 493  | 508  | 508  | 508  | 508  | 508  | 508  | 508  | 508   | 508  | 508  | 508  | 508  | 508   | 508  | 508  | 535  | 535   | 400    | 400  |      |
| Numero collegi        | 443  | 493  | 493  | 508  | 508  | 508  | 508  | 135  | 135  | 135  | 508   | 508  | 508  | 508  | 508  | 508   | 508  | 54   | 40   | 15    | 1      | 1    |      |

## Territorio
Nel 1882 il collegio Torino I con capoluogo Torino era composto dai mandamenti I, II, III, IV, V, VI e VII di Torino, Chieri, Moncalieri, Riva di Chieri e Sciolze del circondario di Torino.
Nel 1919 Torino divenne capoluogo del collegio comprendente l'intera provincia; nel 1921 l'estensione del collegio rimase inalterata.

## Dati elettorali
Nel collegio si svolsero elezioni per diciannove legislature.

### VIII legislatura
Le votazioni si svolsero in 443 collegi uninominali a doppio turno. Come previsto dalla legge elettorale del 17 dicembre 1860, era eletto al primo turno il candidato che «riunisce in suo favore più del terzo dei voti del total numero dei membri componenti il collegio e più della metà dei suffragi dati dai votanti presenti all'adunanza» (art. 91). Se nessun candidato era eletto, al ballottaggio tra i due candidati con più voti era eletto chi otteneva il maggior numero di voti (art. 92) o, in caso di ugual numero di voti, il maggiore d'età (art. 93).
| Partito                            | Partito                            | Candidato                          | Risultati 27 gennaio 1861 | Risultati 27 gennaio 1861 |
| Partito                            | Partito                            | Candidato                          | Voti                      | %                         |
| ---------------------------------- | ---------------------------------- | ---------------------------------- | ------------------------- | ------------------------- |
|                                    | —                                  | Camillo Benso di Cavour            | 620                       | 100,00                    |
|                                    |                                    |                                    |                           |                           |
| Iscritti                           | Iscritti                           | Iscritti                           | 1 327                     | 100,00                    |
| ↳ Votanti (% su iscritti)          | ↳ Votanti (% su iscritti)          | ↳ Votanti (% su iscritti)          | 657                       | 49,51                     |
| ↳ Voti validi (% su votanti)       | ↳ Voti validi (% su votanti)       | ↳ Voti validi (% su votanti)       | 620                       | 94,37                     |
| ↳ Schede non valide (% su votanti) | ↳ Schede non valide (% su votanti) | ↳ Schede non valide (% su votanti) | 37                        | 5,63                      |
| ↳ Astenuti (% su iscritti)         | ↳ Astenuti (% su iscritti)         | ↳ Astenuti (% su iscritti)         | 670                       | 50,49                     |

| Partito                            | Partito                            | Candidato                          | Primo turno 23 giugno 1861 | Primo turno 23 giugno 1861 | Ballottaggio 30 giugno 1861 | Ballottaggio 30 giugno 1861 |
| Partito                            | Partito                            | Candidato                          | Voti                       | %                          | Voti                        | %                           |
| ---------------------------------- | ---------------------------------- | ---------------------------------- | -------------------------- | -------------------------- | --------------------------- | --------------------------- |
|                                    | —                                  | Bettino Ricasoli                   | 340                        | 98,27                      | 278                         | 97,89                       |
|                                    | —                                  | Antonio Boncompagni Ludovisi       | 3                          | 0,87                       | 6                           | 2,11                        |
|                                    | —                                  | Vincenzo Miglietti                 | 3                          | 0,87                       |                             |                             |
|                                    |                                    |                                    |                            |                            |                             |                             |
| Iscritti                           | Iscritti                           | Iscritti                           | 1 571                      | 100,00                     | 1 571                       | 100,00                      |
| ↳ Votanti (% su iscritti)          | ↳ Votanti (% su iscritti)          | ↳ Votanti (% su iscritti)          | 355                        | 22,60                      | 286                         | 18,20                       |
| ↳ Voti validi (% su votanti)       | ↳ Voti validi (% su votanti)       | ↳ Voti validi (% su votanti)       | 346                        | 97,46                      | 284                         | 99,30                       |
| ↳ Schede non valide (% su votanti) | ↳ Schede non valide (% su votanti) | ↳ Schede non valide (% su votanti) | 9                          | 2,54                       | 2                           | 0,70                        |
| ↳ Astenuti (% su iscritti)         | ↳ Astenuti (% su iscritti)         | ↳ Astenuti (% su iscritti)         | 1 216                      | 77,40                      | 1 285                       | 81,80                       |

| Partito                            | Partito                            | Candidato                          | Primo turno 29 luglio 1861 | Primo turno 29 luglio 1861 | Ballottaggio 2 agosto 1861 | Ballottaggio 2 agosto 1861 |
| Partito                            | Partito                            | Candidato                          | Voti                       | %                          | Voti                       | %                          |
| ---------------------------------- | ---------------------------------- | ---------------------------------- | -------------------------- | -------------------------- | -------------------------- | -------------------------- |
|                                    | —                                  | Giovanni Battista Bottero          | 136                        | 88,89                      | 101                        | 54,59                      |
|                                    | —                                  | Alessandro Della Rovere            | 17                         | 11,11                      | 84                         | 45,41                      |
|                                    |                                    |                                    |                            |                            |                            |                            |
| Iscritti                           | Iscritti                           | Iscritti                           | 1 379                      | 100,00                     | 1 571                      | 100,00                     |
| ↳ Votanti (% su iscritti)          | ↳ Votanti (% su iscritti)          | ↳ Votanti (% su iscritti)          | 199                        | 14,43                      | 286                        | 18,20                      |
| ↳ Voti validi (% su votanti)       | ↳ Voti validi (% su votanti)       | ↳ Voti validi (% su votanti)       | 153                        | 76,88                      | 185                        | 64,69                      |
| ↳ Schede non valide (% su votanti) | ↳ Schede non valide (% su votanti) | ↳ Schede non valide (% su votanti) | 46                         | 23,12                      | 101                        | 35,31                      |
| ↳ Astenuti (% su iscritti)         | ↳ Astenuti (% su iscritti)         | ↳ Astenuti (% su iscritti)         | 1 180                      | 85,57                      | 1 285                      | 81,80                      |

Cavour morì il 6 giugno 1861 e il collegio fu riconvocato.
Bettino Ricasoli, già deputato per il collegio di Firenze, chiese e ottenne il sorteggio del collegio da cui dimettersi, e venne estratto quello di Torino I: il collegio fu nuovamente riconvocato.

### IX legislatura
Le votazioni si svolsero in 493 collegi uninominali a doppio turno con la stessa normativa precedente (al primo turno un numero di voti maggiore di un terzo degli iscritti al voto).
| Partito                    | Partito                                        | Candidato                  | Primo turno 22 ottobre 1865 | Primo turno 22 ottobre 1865 | Ballottaggio 29 ottobre 1865 | Ballottaggio 29 ottobre 1865 |
| Partito                    | Partito                                        | Candidato                  | Voti                        | %                           | Voti                         | %                            |
| -------------------------- | ---------------------------------------------- | -------------------------- | --------------------------- | --------------------------- | ---------------------------- | ---------------------------- |
|                            | —                                              | Giovan Battista Bottero    | 420                         | 74,60                       | 400                          | 82,47                        |
|                            | —                                              | Giuseppe Garibaldi         | 83                          | 14,74                       | 85                           | 17,53                        |
|                            | —                                              | Prospero Balbo             | 60                          | 10,66                       |                              |                              |
|                            |                                                |                            |                             |                             |                              |                              |
| Iscritti                   | Iscritti                                       | Iscritti                   | 1 436                       | 100,00                      | 1 436                        | 100,00                       |
| ↳ Votanti (% su iscritti)  | ↳ Votanti (% su iscritti)                      | ↳ Votanti (% su iscritti)  | 593                         | 41,30                       | 500                          | 34,82                        |
| ↳ Astenuti (% su iscritti) | ↳ Astenuti (% su iscritti)                     | ↳ Astenuti (% su iscritti) | 843                         | 58,70                       | 936                          | 65,18                        |
|                            |                                                |                            |                             |                             |                              |                              |
|                            | Informazioni tratte da Nuvoloni et al. p. 659. |                            |                             |                             |                              |                              |

### X legislatura
Le votazioni si svolsero in 493 collegi uninominali a doppio turno con la stessa normativa precedente (al primo turno un numero di voti maggiore di un terzo degli iscritti al voto).
| Partito                    | Partito                                        | Candidato                               | Risultati 10 marzo 1867 | Risultati 10 marzo 1867 |
| Partito                    | Partito                                        | Candidato                               | Voti                    | %                       |
| -------------------------- | ---------------------------------------------- | --------------------------------------- | ----------------------- | ----------------------- |
|                            | —                                              | Giovan Battista Bottero                 | 496                     | 81,58                   |
|                            | —                                              | Carlo Felice Nicolis, conte di Robilant | 112                     | 18,42                   |
|                            |                                                |                                         |                         |                         |
| Iscritti                   | Iscritti                                       | Iscritti                                | 1 392                   | 100,00                  |
| ↳ Votanti (% su iscritti)  | ↳ Votanti (% su iscritti)                      | ↳ Votanti (% su iscritti)               | 655                     | 47,05                   |
| ↳ Astenuti (% su iscritti) | ↳ Astenuti (% su iscritti)                     | ↳ Astenuti (% su iscritti)              | 737                     | 52,95                   |
|                            |                                                |                                         |                         |                         |
|                            | Informazioni tratte da Nuvoloni et al. p. 659. |                                         |                         |                         |

### XI legislatura
Le votazioni si svolsero in 508 collegi uninominali a doppio turno con la normativa del 1860 (al primo turno un numero di voti maggiore di un terzo degli iscritti al voto).
| Partito                    | Partito                                        | Candidato                  | Primo turno 20 novembre 1870 | Primo turno 20 novembre 1870 | Ballottaggio 27 novembre 1870 | Ballottaggio 27 novembre 1870 |
| Partito                    | Partito                                        | Candidato                  | Voti                         | %                            | Voti                          | %                             |
| -------------------------- | ---------------------------------------------- | -------------------------- | ---------------------------- | ---------------------------- | ----------------------------- | ----------------------------- |
|                            | —                                              | Quintino Sella             | 219                          | 48,13                        | 287                           | 54,46                         |
|                            | —                                              | Giovan Battista Bottero    | 236                          | 51,87                        | 240                           | 45,54                         |
|                            |                                                |                            |                              |                              |                               |                               |
| Iscritti                   | Iscritti                                       | Iscritti                   | 1 379                        | 100,00                       | 1 379                         | 100,00                        |
| ↳ Votanti (% su iscritti)  | ↳ Votanti (% su iscritti)                      | ↳ Votanti (% su iscritti)  | 486                          | 35,24                        | 540                           | 39,16                         |
| ↳ Astenuti (% su iscritti) | ↳ Astenuti (% su iscritti)                     | ↳ Astenuti (% su iscritti) | 893                          | 64,76                        | 839                           | 60,84                         |
|                            |                                                |                            |                              |                              |                               |                               |
|                            | Informazioni tratte da Nuvoloni et al. p. 659. |                            |                              |                              |                               |                               |

Il deputato Sella il 14 dicembre successivo optò per il collegio di Cossato. Furono perciò organizzate nuove elezioni per la IX legislatura.
| Partito                    | Partito                                        | Candidato                  | Primo turno 8 gennaio 1871 | Primo turno 8 gennaio 1871 | Ballottaggio 15 gennaio 1871 | Ballottaggio 15 gennaio 1871 |
| Partito                    | Partito                                        | Candidato                  | Voti                       | %                          | Voti                         | %                            |
| -------------------------- | ---------------------------------------------- | -------------------------- | -------------------------- | -------------------------- | ---------------------------- | ---------------------------- |
|                            | —                                              | Camillo Trombetta          | 148                        | 54,81                      | 307                          | 68,83                        |
|                            | —                                              | Germain Sommeiller         | 122                        | 45,19                      | 139                          | 31,17                        |
|                            |                                                |                            |                            |                            |                              |                              |
| Iscritti                   | Iscritti                                       | Iscritti                   | 1 591                      | 100,00                     | 1 591                        | 100,00                       |
| ↳ Votanti (% su iscritti)  | ↳ Votanti (% su iscritti)                      | ↳ Votanti (% su iscritti)  | 322                        | 20,24                      | 453                          | 28,47                        |
| ↳ Astenuti (% su iscritti) | ↳ Astenuti (% su iscritti)                     | ↳ Astenuti (% su iscritti) | 1 269                      | 79,76                      | 1 138                        | 71,53                        |
|                            |                                                |                            |                            |                            |                              |                              |
|                            | Informazioni tratte da Nuvoloni et al. p. 659. |                            |                            |                            |                              |                              |

Il 9 novembre 1872 il deputato Trombetta fu nominato dal re Vittorio Emanuele II Senatore del Regno, nomina che accettò. Si svolse un'ulteriore elezione suppletiva per il collegio.
| Partito                    | Partito                                        | Candidato                  | Primo turno 22 dicembre 1872 | Primo turno 22 dicembre 1872 | Ballottaggio 29 dicembre 1872 | Ballottaggio 29 dicembre 1872 |
| Partito                    | Partito                                        | Candidato                  | Voti                         | %                            | Voti                          | %                             |
| -------------------------- | ---------------------------------------------- | -------------------------- | ---------------------------- | ---------------------------- | ----------------------------- | ----------------------------- |
|                            | —                                              | Casimiro Favale            | 203                          | 45,93                        | 288                           | 58,30                         |
|                            | —                                              | Pio Rolle                  | 146                          | 33,03                        | 206                           | 41,70                         |
|                            | —                                              | Felice Govean              | 93                           | 21,04                        |                               |                               |
|                            |                                                |                            |                              |                              |                               |                               |
| Iscritti                   | Iscritti                                       | Iscritti                   | 1 205                        | 100,00                       | 1 205                         | 100,00                        |
| ↳ Votanti (% su iscritti)  | ↳ Votanti (% su iscritti)                      | ↳ Votanti (% su iscritti)  | 476                          | 39,50                        | 496                           | 41,16                         |
| ↳ Astenuti (% su iscritti) | ↳ Astenuti (% su iscritti)                     | ↳ Astenuti (% su iscritti) | 729                          | 60,50                        | 709                           | 58,84                         |
|                            |                                                |                            |                              |                              |                               |                               |
|                            | Informazioni tratte da Nuvoloni et al. p. 659. |                            |                              |                              |                               |                               |

### XII legislatura
Le votazioni si svolsero in 508 collegi uninominali a doppio turno con la normativa del 1860 (al primo turno un numero di voti maggiore di un terzo degli iscritti al voto).

### XIII legislatura
Le votazioni si svolsero in 508 collegi uninominali a doppio turno con la normativa del 1860 (al primo turno un numero di voti maggiore di un terzo degli iscritti al voto).

### XIV legislatura
Le votazioni si svolsero in 508 collegi uninominali a doppio turno con la normativa del 1860 (al primo turno un numero di voti maggiore di un terzo degli iscritti al voto).

### XV legislatura
Le votazioni si svolsero in 135 collegi plurinominali a doppio turno. Come previsto dalla legge elettorale politica del 24 settembre 1882, erano eletti al primo turno i candidati che «hanno ottenuto il maggior numero di voti, purché questo numero oltrepassi l'ottavo del numero degli elettori iscritti» (art. 74) secondo il numero di deputati previsto per il collegio; se il numero di eletti era inferiore al numero di deputati, il ballottaggio era tra i non eletti (in numero doppio rispetto ai deputati ancora da eleggere) che avevano il maggior numero di voti (art. 75) ed era eletto chi otteneva il maggior numero di voti nella seconda votazione (art. 77) oppure, in caso di ugual numero di voti, il maggiore d'età (art. 78).

### XVI legislatura
Le votazioni si svolsero in 135 collegi plurinominali a doppio turno con la normativa del 1882 (al primo turno un numero di voti maggiore di un ottavo degli iscritti al voto).

### XVII legislatura
Le votazioni si svolsero in 135 collegi plurinominali a doppio turno con la normativa del 1882 (al primo turno un numero di voti maggiore di un ottavo degli iscritti al voto).

### XVIII legislatura
Le votazioni si svolsero in 508 collegi uninominali a doppio turno. Come previsto dalla legge elettorale politica del 28 giugno 1892, era eletto al primo turno il candidato che «ha ottenuto un numero di voti maggiore del sesto del numero totale degli elettori iscritti nella lista del collegio e più della metà dei suffragi dati dai votanti» escludendo le schede nulle (art. 74). Se nessun candidato era eletto, al ballottaggio tra i due candidati con più voti (art. 75) era eletto chi otteneva il maggior numero di voti oppure, in caso di ugual numero di voti, il maggiore d'età (art. 77).

### XIX legislatura
Le votazioni si svolsero in 508 collegi uninominali a doppio turno con la normativa del 1892 (al primo turno un numero di voti maggiore di un sesto degli iscritti al voto).

### XX legislatura
Le votazioni si svolsero in 508 collegi uninominali a doppio turno con la normativa del 1892 (al primo turno un numero di voti maggiore di un sesto degli iscritti al voto).

### XXI legislatura
Le votazioni si svolsero in 508 collegi uninominali a doppio turno con la normativa del 1892 (al primo turno un numero di voti maggiore di un sesto degli iscritti al voto).

### XXII legislatura
Le votazioni si svolsero in 508 collegi uninominali a doppio turno con la normativa del 1892 (al primo turno un numero di voti maggiore di un sesto degli iscritti al voto).

### XXIII legislatura
Le votazioni si svolsero in 508 collegi uninominali a doppio turno con la normativa del 1892 (al primo turno un numero di voti maggiore di un sesto degli iscritti al voto).

### XXIV legislatura
Le votazioni si svolsero negli stessi 508 collegi uninominali già esistenti ma, come previsto dal regio decreto del 26 giugno 1913, era eletto al primo turno il candidato che «ha ottenuto un numero di voti maggiore del decimo del numero totale degli elettori del collegio e più della metà dei suffragi dati dai votanti» escludendo le schede nulle (art. 91). Se nessun candidato era eletto, al ballottaggio tra i due candidati con più voti (art. 92) era eletto chi otteneva il maggior numero di voti oppure, in caso di ugual numero di voti, il maggiore d'età (art. 93).

### XXV legislatura
Le votazioni si svolsero in 54 collegi di lista. Come previsto dal regio decreto del 2 settembre 1919, il numero di eletti per ogni lista era calcolato sulla base dei voti di lista e sul numero di voti dei candidati al di fuori della propria lista; la graduatoria tra i candidati era calcolata sommando i voti di lista e i propri voti di preferenza sia nella lista sia fuori dalla lista (art. 84).
| Partito                            | Partito                            | Risultati 16 novembre 1919 | Risultati 16 novembre 1919 | Risultati 16 novembre 1919 | Seggi | Seggi |
| Partito                            | Partito                            | Voti                       | %                          | ±                          | Num   | ±     |
| ---------------------------------- | ---------------------------------- | -------------------------- | -------------------------- | -------------------------- | ----- | ----- |
|                                    | Partito Socialista Ufficiale       | 116 409                    | 53,56                      | n.d.                       | 11    | n.d.  |
|                                    | Partito Popolare Italiano          | 38 008                     | 17,49                      | n.d.                       | 3     | n.d.  |
|                                    | Monarchico Liberale                | 23 321                     | 10,73                      | n.d.                       | 2     | n.d.  |
|                                    | Liberale                           | 21 402                     | 9,85                       | n.d.                       | 2     | n.d.  |
|                                    | Partito Economico                  | 10 093                     | 4,64                       | n.d.                       | 1     | n.d.  |
|                                    | Blocco Democratico e Combattenti   | 6 457                      | 2,97                       | n.d.                       | —     | n.d.  |
|                                    | Agrario                            | 1 642                      | 0,76                       | n.d.                       | —     | n.d.  |
|                                    |                                    |                            |                            |                            |       |       |
| Iscritti                           | Iscritti                           | 393 051                    | 100,00                     |                            |       |       |
| ↳ Votanti (% su iscritti)          | ↳ Votanti (% su iscritti)          | 221 064                    | 56,24                      | n.d.                       |       |       |
| ↳ Voti validi (% su votanti)       | ↳ Voti validi (% su votanti)       | 217 332                    | 98,31                      |                            |       |       |
| ↳ Schede non valide (% su votanti) | ↳ Schede non valide (% su votanti) | 3 732                      | 1,69                       |                            |       |       |
| ↳ Astenuti (% su iscritti)         | ↳ Astenuti (% su iscritti)         | 171 987                    | 43,76                      |                            |       |       |

| Eletti | Eletti                    |
| ------ | ------------------------- |
|        | Francesco Frola           |
|        | Francesco Misiano         |
|        | Giulio Casalini           |
|        | Giuseppe Romita           |
|        | Oddino Morgari            |
|        | Francesco Barberis        |
|        | Giuseppe Bellagarda       |
|        | Vincenzo Pagella          |
|        | Alessandro Buggino        |
|        | Matteo Gay                |
|        | Pietro Rabezzana          |
|        | Filippo Crispolti         |
|        | Federico Marconcini       |
|        | Francesco Saverio Fino    |
|        | Giuseppe Bevione          |
|        | Paolo Boselli             |
|        | Luigi Facta               |
|        | Cesare Rossi di Montelera |
|        | Gino Olivetti             |

### XXVI legislatura
Le votazioni si svolsero in 40 collegi (39 di lista e uno uninominale) con la normativa del 1919 che per i collegi di lista stabiliva il numero di eletti per ogni lista sulla base dei voti di lista e sul numero di voti dei candidati al di fuori della propria lista.
| Partito                            | Partito                            | Risultati 15 maggio 1921 | Risultati 15 maggio 1921 | Risultati 15 maggio 1921 | Seggi | Seggi |
| Partito                            | Partito                            | Voti                     | %                        | ±                        | Num   | ±     |
| ---------------------------------- | ---------------------------------- | ------------------------ | ------------------------ | ------------------------ | ----- | ----- |
|                                    | Blocco liberale democratico        | 80 999                   | 37,00                    | n.d.                     | 8     | n.d.  |
|                                    | Socialista ufficiale               | 58 896                   | 26,91                    | n.d.                     | 5     | n.d.  |
|                                    | Popolare italiano                  | 48 591                   | 22,20                    | n.d.                     | 4     | n.d.  |
|                                    | Comunista                          | 30 417                   | 13,90                    | n.d.                     | 2     | n.d.  |
|                                    |                                    |                          |                          |                          |       |       |
| Iscritti                           | Iscritti                           | 407 982                  | 100,00                   |                          |       |       |
| ↳ Votanti (% su iscritti)          | ↳ Votanti (% su iscritti)          | 221 892                  | 54,39                    | n.d.                     |       |       |
| ↳ Voti validi (% su votanti)       | ↳ Voti validi (% su votanti)       | 218 903                  | 98,65                    |                          |       |       |
| ↳ Schede non valide (% su votanti) | ↳ Schede non valide (% su votanti) | 2 989                    | 1,35                     |                          |       |       |
| ↳ Astenuti (% su iscritti)         | ↳ Astenuti (% su iscritti)         | 186 090                  | 45,61                    |                          |       |       |

| Eletti | Eletti                 |
| ------ | ---------------------- |
|        | Gino Olivetti          |
|        | Luigi Facta            |
|        | Cesare Rossi           |
|        | Cesare Maria Devecchi  |
|        | Giuseppe Mazzini       |
|        | Giuseppe Bevione       |
|        | Carlo Alberto Quilico  |
|        | Bruno Villabruna       |
|        | Giulio Casalini        |
|        | Giuseppe Romita        |
|        | Filippo Amedeo         |
|        | Oddino Morgari         |
|        | Vincenzo Pagella       |
|        | Federico Marconcini    |
|        | Francesco Saverio Fino |
|        | Ottavio Stella         |
|        | Pietro Novasio         |
|        | Francesco Misiano      |
|        | Pietro Rebezzana       |